# الخطاب التمهيدي للموسوعة

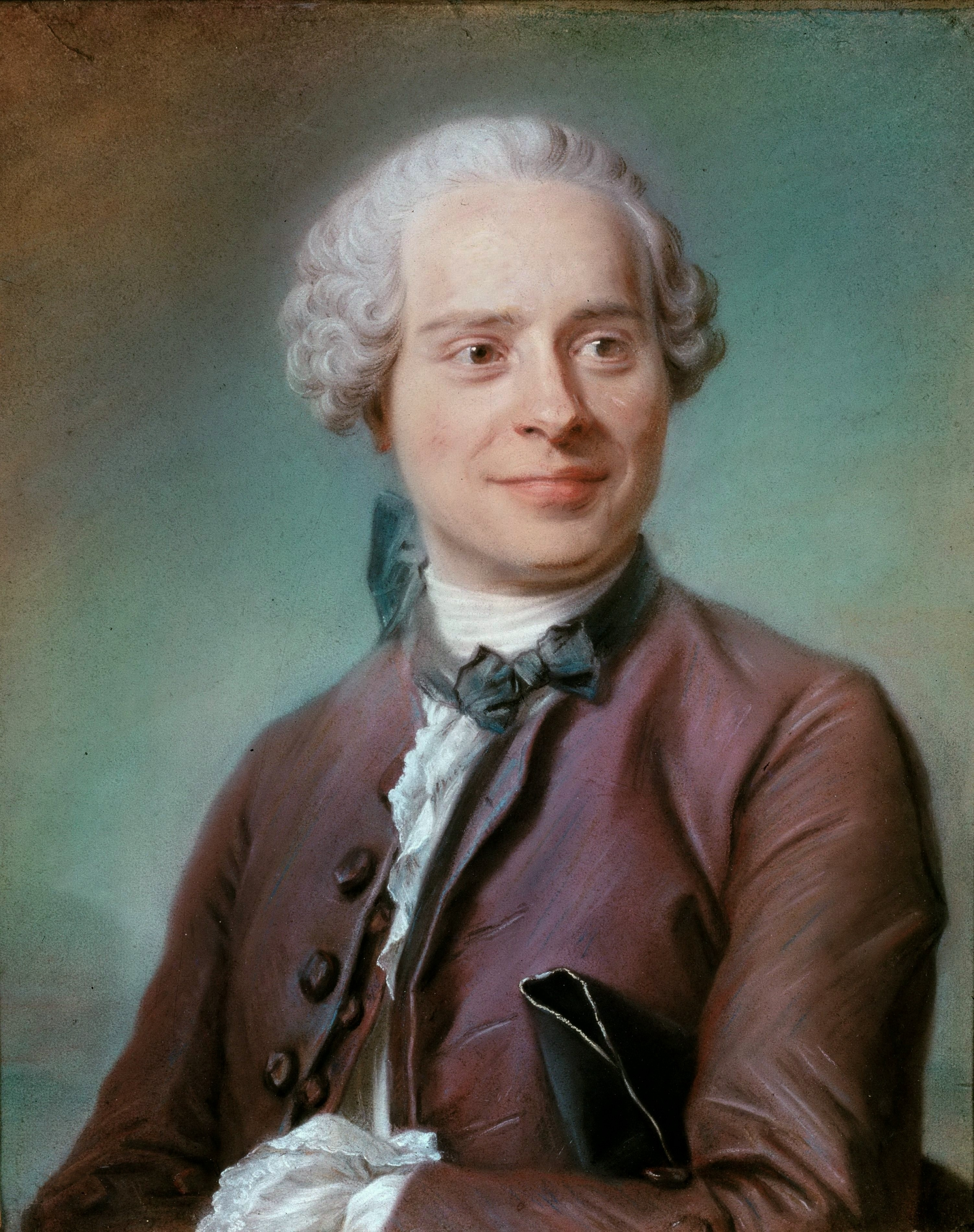

الخطاب التمهيدي للموسوعة (بالفرنسية: Discours préliminaire de l'Encyclopédie)‏ هو الكتاب الأول للموسوعة كتبه عالم الرياضيات الفرنسي لورن دالمبير في عام 1751.